# Turdoides nipalensis
Turdoides nipalensis е вид птица от семейство Leiothrichidae.

## Разпространение
Видът е разпространен в Непал.